# 邾子叔術
邾子叔术（？—？），即曹叔术，為西周諸侯國邾国君主第七代君主，是邾子訾父的儿子，邾武公之弟。叔术为人仁义，将君位让给了长大成人的侄子夏父（生父為邾武公），夏父五分之一的国土滥（今山东滕州东南）封给叔术。故邾与小邾、滥史称“三邾”。武公之子邾子夏父继位。